# Crono delle Nazioni 2013
La Crono delle Nazioni 2013, trentaduesima edizione della corsa e valida come evento dell'UCI Europe Tour 2013 categoria 1.1, si svolse il 20 ottobre 2013 su un percorso di 57 km. Fu vinta dal tedesco Tony Martin che giunse al traguardo con il tempo di 1h10'48", alla media di 48,3 km/h.
Al termine della gara, 23 ciclisti risultarono classificati.

## Classifica (Top 10)
| Pos. | Corridore         | Squadra        | Tempo    |
| ---- | ----------------- | -------------- | -------- |
| 1    | Tony Martin       | Omega Pharma   | 1h10'48" |
| 2    | Gustav Larsson    | IAM Cycling    | a 14"    |
| 3    | Sylvain Chavanel  | Omega Pharma   | a 45"    |
| 4    | Marco Pinotti     | BMC Racing     | a 1'00"  |
| 5    | Johan Le Bon      | FDJ.fr         | a 1'05"  |
| 6    | Carlos Oyarzún    | Louletano      | a 2'05"  |
| 7    | Olivier Kaisen    | Lotto-Belisol  | a 2'10"  |
| 8    | Jérémy Roy        | FDJ.fr         | a 2'24"  |
| 9    | Nicolas Baldo     | Atlas Personal | a 2'26"  |
| 10   | Anthony Delaplace | Sojasun        | a 2'48"  |